# 美鳞杜鹃
美鳞杜鹃（学名：Rhododendron bellum）为杜鹃花科杜鹃花属下的一个种。

## 扩展阅读
- 維基物種上的相關：美鳞杜鹃